# Anja Šaranović
Anja Šaranović Zeković (Kraljevo, 12. septembar 1989) manekenka i prva je pratilja na izboru za Mis Srbije 2010. godine. Predstavljala je Srbiju na izboru za Mis Internacional 2010. gde je zauzela 6.mesto u konkurenciji 70 takmičarki, a potom učestvovala na izboru za Mis univerzuma 2011. Bila je učesnica popularnog rijaliti formata "Prvi kuvar Srbije".

## Privatni život
Anja je diplomirani Menadžer ljudskih i socijalnih resursa, studirala je na Fakultetu bezbednosti u Beogradu. Pored svog maternjeg srpskog jezika govori engleski, ruski i francuski jezik. Aktivno se bavila atletikom i plivanjem. Pohađala je školu glume u Beogradu sedam godina, manekenstvom se je počela baviti u sedamnestoj godini i učestvovala je na nekoliko modnih revija na Beogradskoj nedelji mode.
Udata je za košarkaša Dragana Zekovića, sa kojim ima dvoje dece.

## Mis Internacional
Anja je bila zvanični predstavnik Srbije na jubilarnom 50. izboru za Mis Internacional 2010 održanog u Čengdu, gde se je plasirala u polufinale zauzevši šesto mesto, što je ujedno i najveći uspeh Srbije na tom takmičenju.

## Mis univerzuma
Anja je prestavljala Srbiju na 60. izboru za Mis univerzuma 12.septembra 2011 godine u Sao Paulu.